# Clàssica Belgrad-Čačak
La Clàssica Belgrad-Čačak (oficialment Classic Beograd-Cacak) és una cursa ciclista d'un sol dia que es disputa a Sèrbia entre Belgrad i Čačak. La primera edició es disputà el 1994. Ha format part del calendari de l'UCI Europa Tour les edicions de 2007, 2008 i 2013.

## Palmarès

### Fins al 2006
| - 1994: Bojan Ristivojević - 1995: Dragomir Zivkovic - 1996: Milan Zivković - 1997: Miko Brkovic | - 1998: Aleksandar Milenkovic - 1999: Mikos Rnjakovic - 2000: Viktor Laza - 2001: Danilo Drašković | - 2002: Predrag Prokić - 2003: Miko Brkovic - 2004: Miko Brkovic - 2005: Žolt Der - 2006: Goran Šmelcerović |

### A partir del 2005
| Any  | Vencedor       | Segon             | Tercer            |
| ---- | -------------- | ----------------- | ----------------- |
| 2007 | Matija Kvasina | Radoslav Rogina   | Maroš Kováč       |
| 2008 | Mitja Mahoric  | Maroš Kováč       | David Tratnik     |
| 2009 | Ivan Stević    | Vid Ogris         | Aleksandar Dukić  |
| 2010 | Ivan Stević    | Esad Hasanović    | Žolt Der          |
| 2011 | Žolt Der       | Nebojša Jovanović | Jovan Zekavica    |
| 2012 | Dejan Marić    | Đorde Stevanović  | Goran Šmelcerović |
| 2013 | Matej Mugerli  | Peter Kusztor     | Tomaz Nose        |